# Редактор (комикс)
«Реда́ктор» — приключенческий комикс с элементами фантастики российского издательства Bubble Comics, выпущенный 2 мая 2020 года в рамках серии «Легенды Bubble». Автором комикса и сценаристом выступил Игорь Кислицын, иллюстрации были нарисованы художником Андреем Родиным, а за цвет и покраску страниц отвечала колористка Маргарита Каблукова. Состоит из одного выпуска, история которого продолжается в кроссовере «Триптих».
Сюжет комикса повествует о таинственном Редакторе и его напарнице, которые следят за целостностью реальности, состоящей из множества миров, и её «повествования», а также обладают силами изменять окружающую действительность. Вместе они восстанавливают естественный ход истории, если на неё влияет нечто извне, и противостоят злодеям, угрожающим времени и пространству.
В целом «Редактор» получил умеренно-положительные отзывы у профильных журналистов, которые хвалили комикс за интересные повествовательные и визуальные приёмы и эксперименты, использующие уникальные для комикса средства выражения, а также за тематическое богатство сеттинга. Главным минусом «Редактора» называлось отсутствие важных сюжетных подробностей, вроде предыстории главных героев, их имён и мотивации.

## Сюжет
Редактор и его Напарница прибывают в средневековый мир, история которого страдает из-за вмешательства другого сюжета. Вместе они находят источник всех бед — случайно пробравшегося в этот мир пришельца, не вписывающегося в сеттинг средневековья. Они избавляются от него и, распрощавшись с поблагодарившими их жителями этого мира, на поезде отправляются в следующую историю. По пути Напарница начинает хандрить и жаловаться Редактору на скуку, которую у неё вызывает обилие схожих между собой проблем. Редактор пытается обнадёжить её, после чего они прибывают в некий город под названием Нью-Таун. Его жители начинают массово драться между собой, так как оказывается, что сюжет двух непохожих друг на друга городов начал перемешиваться. Герои называют это «диффузией» и начинают поиски её источника. Они находят злодея, который с помощью артефакта в виде печатной машинки и создавал эти аномалии. Редактор и Напарница побеждают его и последняя начинает рассуждать, что злодей мог бы стать архиврагом Редактора (сюжет «Сигнальный экземпляр»).
Позже, во время кроссовера «Триптих», Редактор и Напарница объединяются с Ракшором (комикс «Бесобой»), Фаэтоном (комикс «Мир») и Лилией Абраменко (комикс «Майор Гром»), чтобы остановить нового злодея, повелевающего временем.

### Основные персонажи
- Редактор — мужчина средних лет с бородой и гусарскими усами. Следит за целостностью миров и сюжетов и в случае необходимости исправляет ошибки. Обладает непринуждённым характером и во время своей работы может немного развлекаться, например, вписав себя в повествование[1][2][3].
- Напарница Редактора — молодая девушка со светлыми волосами. Стажёр и помощница Редактора, часто сетующая на поведение своего спутника. По характеру бойкая и скорая на руку[1][2][3].

## История создания
Созданием сценария для «Редактора» занимался Игорь Кислицын — лектор, журналист, редактор издательства «Комильфо» и автор блога о комиксах «Дитрих». За рисунок отвечал художник Андрей Родин, среди прочего известный по работе над первыми выпусками серии «Экслибриум». За покраску его иллюстраций отвечала колористка Маргарита Каблукова, жена Родина, которая также работала над «Экслибриумом», в тандеме с Родиным. Помимо этого, Кислицын рассказывал, что основной концепт для комикса ему предложили сценаристы Кирилл Кутузов и Алексей Волков летом 2019 года. Волков и Кутузов позже станут известны как авторы таких комиксов издательства Bubble, как «Мир» и «Громада», соответственно.
Идея, которая позже была развита в «Редактора», являлась одним из 20-30 питчей Волкова и Кутузова для конкурса «Новые герои Bubble». Они поделились ею с Кислицыным, посчитав, что тот сможет сделать из неё нечто интересное. Первоначальный концепт включал главного героя и двух его помощников, которые путешествуют по разным мирам и «вырезают из них всё лишнее». Игорь вспомнил об этой идее через два месяца, после чего за один вечер написал питч и отправил его Роману Коткову, главному редактору Bubble. Тот одобрил его, но из-за насыщенности событиями предложил разделить его на несколько сюжетов, одним из которых стал пролог «Сигнальный экземпляр» — единственный вышедший выпуск планировавшейся серии. Кислицын также отдельно отмечал, что отсутствие обозначения имён у главных героев является намеренным решением — их имена носят важную сюжетную функцию и их преждевременное раскрытие стало бы спойлером.

### Издание
Анонс выхода первого, пилотного, выпуска состоялся 26 апреля 2020 года на онлайн-презентации Bubble, прошедшей взамен отменённому из-за коронавирусной эпидемии фестивалю поп-культуры Bubble Fest. «Редактор» был представлен совместно с первыми выпусками других новых серий: «Мир», повествующей о попавшем в современность советском супергерое, и «Чумной Доктор», повествующей о народном мстителе и заклятом враге майора Грома, который скрывает свою личность под маской чумного доктора. Согласно плану издательства, продолжение пилотных выпусков должны были получить те серии, что вызовут больше всего положительных отзывов и покажут удовлетворительные показатели по продажам среди читателей.
Выход этих трёх серий состоялся 2 мая 2020 года. По словам Дмитрия Слепцова, директора по развитию Bubble, через два месяца после релиза первых выпусков этих трёх комиксов, «Мир» и «Чумной Доктор» вызвали положительную реакцию среди фанатов, а «Редактор» замыкал троицу с «небольшим отставанием». По этой причине уже в октябре на фестивале Comic-Con Russia 2020 были представлены вторые выпуски соответствующих серий, а также объявлено, что они будут продолжены и станут одними из основных линеек издательства. В это время «Редактор», по состоянию на апрель 2023 года (спустя почти три года после выхода пилотного выпуска), так и не получил продолжения. Тем не менее, в кроссовере «Триптих», первый номер которого вышел в январе 2023 года, протагонисты «Редактора» появляются как одни из главных героев истории.

## Восприятие
Никита Гмыза из GeekCity посчитал «Редактора» перспективным комиксом с богатым сеттингом. К главному достоинству комикса Гмыза отнёс суперспособности Редактора, посчитав что нечто похожее присутствовало в серии детских книг «Дети лампы» британского писателя Филипа Керра. Однако он выразил надежду, что у его богоподобных сил в последующих выпусках будет некое ограничение, чтобы персонаж не казался всесильным. Он также сравнил сюжетные приёмы, используемые в «Редакторе», с таковыми из эпизода «Риконечная мортистория» американского мультсериала «Рик и Морти». Сергей Афонин, главный редактор GeekCity, сравнил направленность сюжета с другим комиксом Bubble, «Экслибриумом»: «если Эксли вертит пространственное полотно литературных произведений, то „Редактор“ шьёт заплатки в параллельные реальности любого пошиба». К удавшимся элементам произведения Афонин относит «потенциально» огромную вселенную и постоянно меняющиеся локации. К главным героям он также отнёсся положительно, посчитав их примером классического тропа «динамический дуэт» и сравнив их с главными героями британского телесериала «Доктор Кто». Вместе с тем он посетовал на перебор с интригами в сюжете и недостаток диспозиции.
Олег Ершов, редактор портала ComicsBoom, посчитал, что дебютный выпуск комикса работает не столько как пилот, сколько как история «в составе какого-нибудь фестивального межавторского сборника», призванная продемонстрировать мастерство авторов. Он похвалил «Редактора» за широкий набор интересных визуальных и сценарных приёмов, использующих уникальные для медиума комикса средства выражения, а также отметил мастерство сценариста Игоря Кислицина, художника Андрея Родина и колористки Маргариты Каблуковой. Однако Ершов отметил одну проблему «Редактора», которая заключается в плохой сочетаемости с другими сериями Bubble, вроде «Союзников» или «Мира». По мнению обозревателя, комикс хорошо подошёл бы для формата «экспериментального авангардного ваншота», по типу тех, что выпускает издательство «Комфедерация». Критике также подверглось отсутствие значимых сюжетных элементов, вроде чётко обозначенных имён главных героев, их мотивации, предыстории и обозначенных рисков, которые несёт невыполнение их работы. Ершов отметил, что из-за подобных упущений читателю будет трудно сопереживать этим героям и предположил, что Кислицын приберегает подробности для будущих выпусков, что, однако, не оправдывает существование подобных ошибок. Он подытожил обзор словами, что хоть «Редактор» и содержит в себе много интересных экспериментов, но вместе с тем оставляет ощущение, что авторы комикса распорядились его объёмом «не совсем мудро».